# Стидовска планина
Стидовска планина е планина, дял от Източна Стара планина, в области Сливен и Бургас, между долината на река Луда Камчия и Карнобатската котловина (Сунгурларското поле).
Стидовска планина се издига в южната част на Източна Стара планина с посока изток-запад, с дължина около 40 км и ширина 8 – 9 км. На север долината на река Луда Камчия я отделя от Котленска и Върбишка планина. На изток Карнобатският проход (310 м) я отделя от Карнобатска планина, а на запад Сливенският проход – от Сливенска планина. На юг полегатите ѝ склонове постепенно затъват в Карнобатската котловина (Сунгурларското поле), като на югозапад чрез седловината Калинка се свързва с планината Гребенец, която също е част от Източна Стара планина.
През средата планината се разделя от Мокренския проход (452 м), като западната част е по-висока и тук се издига най-високият ѝ връх Ушите (1010,4 м), а източната е ниска и силно разлята с надморска височина 400 – 500 м. Високото тревисто било на западната част се нарича Стидово и оттук идва и името на планината. По билото ѝ преминава Главният вододел на България. От нея водят началото си река Мочурица (ляв приток на Тунджа), десният ѝ приток Мараш и множество малки десни притоци на Луда Камчия.
Планината е изградена от еоценски пясъчници, мергели и глинесто-песъчливи лиски, податливи на ерозия. Почвите са предимно канелени горски. Склоновете ѝ са полегати, обрасли отчасти с дъбови гори. На изток от Мокренския проход, под връх Чуклата (511 м) се намира езеро с тектонски произход – Скаленското езеро.
Във вътрешността на планината са разположени селата Подвис, Есен и Скала, по северната ѝ периферия (по долината на Луда Камчия) – селата Бероново, Дъбовица, Градец и Ичера, а по южната и периферия – град Сунгурларе и селата Прилеп, Черница, Славянци, Чубра и Мокрен.
Част от най-западната, висока част на Стидовска планина попада в природния резерват „Сините камъни“.
По източната и западната граница на планината и през средата ѝ преминават участъци от пет пътя от Държавната пътна мрежа:
- През средата на планината, между селата Бероново и Мокрен, на протежение от 19,7 км – участък от първокласен Републикански път I-7, Силистра – Шумен – Ямбол – ГКПП „Лесово“.
- През средата на планината, през Мокренския проход, на протежение от 9,6 км – участък от второкласен Републикански път II-48, Омуртаг – Котел – Мокрен.
- По източната ѝ граница, през Карнобатският проход, между селата Прилеп и Лозарево, на протежение от 12,2 км – участък от второкласен Републикански път II-73, Шумен – Смядово – Карнобат.
- По западната ѝ граница, по долината на Луда Камчия и през Сливенския проход, на протежение от 18,9 км – участък от третокласен Републикански път III-488, Градец – Ичера – Сливен.
- В източната ѝ част, от Бероново до Сунгурларе, на протежение от 11,8 км – участък от третокласен Републикански път III-705, Бероново – Сунгурларе – Мъдрино.[1]

## Топографска карта
- Лист от карта K-35-41. Мащаб: 1 : 100 000.
- Лист от карта K-35-42. Мащаб: 1 : 100 000.